# Kurt Graunke
Kurt Karl Wilhelm Graunke (født 20. september 1915 i Stettin - død 5. juni 2005 i München, Tyskland) var en tysk komponist, violinist og dirigent.
Graunke studerede violin som ung, og var kapelmester i Stettin Municipal Orkester. Studerede komposition på Musikkonservatoriet i Berlin, og turnerede derefter som udøvende violinist. Han grundlagde sit eget Graunke Symfoniorkester, som han selv dirigerede.
Han har skrevet 9 symfonier, orkesterværker, kammermusik, og en violinkoncert.

## Udvalgte værker
- Symfoni nr. 1 (i E-dur) "Fædreland" (1969) - for orkester med kor ad libitum
- Symfoni nr. 2 (1971-1972) - for orkester
- Symfoni nr. 3 (1976, Rev. 1974) - for orkester
- Symfoni nr. 4 (1977) - for orkester
- Symfoni nr. 5 (1980-1981) - for orkester
- Symfoni nr. 6 (1981) - for orkester
- Symfoni nr. 7 (1982-1983) - for orkester
- Symfoni nr. 8 (1985) - for orkester
- Symfoni nr. 9 (1985-1996) - for orkester
- Violinkoncert (1959) - for violin og orkester